# Reemplazo
Se llama reemplazo a la renovación del personal de un ejército ya sea por medio de alistamientos voluntarios, por enganches o por quintas.
En la antigüedad, todos los hombres, a partir de cierta edad, eran soldados. Grecia y Roma no tenían ejércitos permanentes pero la juventud estaba alistada y dispuesta para la guerra y se preparaban para entrar en campaña con la misma prontitud y facilidad con que se reunieron luego los provinciales o cuerpos de la reserva. En Atenas y Esparta la edad militar era de 18 a 60 años, si bien en la última nación los jóvenes quedaban para guardar la ciudad y fuera de los casos sumamente urgentes, no salían a campaña hasta después de los 25 años. En Roma, los días en que se hacían los alistamientos, los tribunos militares elegían de cuatro en cuatro los hombres útiles para el servicio de las armas y con ellos se formaban o reemplazaban las legiones. Los pobres de solemnidad estaban exentos de ser soldados, fundándose en la idea de que nada tenía que defender el que nada tenía. De los más jóvenes formaban las tropas ligeras o vélites. Luego escogían los ostiarios o piqueros: los más fuertes y vigorosos eran destinados para príncipes; los soldados veteranos componían los triarios. Los godos y otras naciones alistaban tumultuariamente sus tropas. 
En la Edad Media, en otro lugar, el ejército se componía de los contingentes de las villas, ciudades y vasallos de los señoríos. En el siglo XVI, los soldados eran voluntarios, no desdeñándose distinguidos personajes en pertenecer a esta clase: el conde de Oñate y el príncipe de Asculi, entre otros, eran simples piqueros en el tercio del famoso maestre D. Sancho de Leiva. Cuando la nobleza perdió la afición a las armas las artes comenzaron a proporcionar recursos más ventajosos y tranquilos que los de la milicia para el reemplazo del ejército. Además de los enganches voluntarios que cada vez fueron más escasos, se apeló a las levas, llenando las filas de vagos y de mal entretenidos y como si esto no bastase, los tribunales civiles tuvieron la facultad de condenar a las armas los criminales en cierta clase de delitos. Más tarde, conociendo el lamentable error en que se había caído y para moralizar las tropas, se estableció esta obligación a cierta clase de personas, que como es de presumir, recayó sobre la clase íntima del pueblo. Luego vinieron los sorteos sin distinción de clases, se establecieron asimismo los reenganches y la sustitución.